# 渡邉沙志
渡邉 沙志（わたなべ さとし、1985年8月23日 - ）は、日本の作曲家、編曲家、歌手。千葉県出身。

## 来歴・人物
松戸市立矢切小学校、松戸市立第二中学校、千葉県立市川工業高等学校 建築科卒業。
中学3年生の時に父からもらったアコースティック・ギターを片手にオリジナルソングを作り始め、地元の松戸駅で路上ライブを始める。
高校時代は軽音楽部にてドラムを担当。その頃より地元のライブハウスに出入りするようになる。
2009年 島村楽器主催「HOTLINE」で千葉FINALグランプリを獲得。
2014年 大合唱パフォーマンス集団 アンリアルプロジェクト発足。
2017年 自身がプロデュースするアイドルユニット ココロニトライアド.発足。
2019年2月  ココロニトライアド.全メンバーが卒業し、無期限休止。

## 参加作品
Unreal Project
- 「空に向かって」（サウンドプロデュース・レコーディング・編曲）

ココロニトライアド.
- 「Nude / OnlyFuture」（サウンドプロデュース・レコーディング・作詞・作曲・編曲）

AKB48グループ関連
- SKE48
  - 「DA DA マシンガン」（作曲・編曲）
- NMB48
  - 「甘噛み姫」（作曲）
- 松井玲奈
  - 「2588日」（作曲）

サンスポアイドルリポーター
- 「Voice」（作曲・編曲・サウンドプロデュース・レコーディング・MIX）
- 「つまりひだまりハッピーライフ」（作詞・作曲）
- 「GEKIATSU SUMMER」（作詞・作曲・MIX）
- 「7色の未来」（作詞・作曲・編曲・サウンドプロデュース・レコーディング）
- 「サムライナー」（作詞・作曲・サウンドプロデュース・レコーディング）

演劇集団0Limit
- 「0Limitのテーマ」（サウンドプロデュース・作曲・編曲・ミックス・歌唱）

島﨑信長
- 黒子のバスケキャラクターソング「あやまりキノコの憂鬱」（作曲・編曲）

日浦孝則
- 「サヨナラを言う時に」（コーラスパート編曲）

Rake
- 「空っぽの空」（コーラス参加）
- 「全天候グラウンド」（コーラス参加）

欅坂46
- 「チューニング」（作曲）

吉本坂46
- 「イケメン騎士団」（作曲）

向日葵プリンセス
- 「向日葵の帰り道」（作詞・作曲）

声優
ゆいかおり
- 「倍速∞ラブストレート」（歌唱ディレクション）
- 「真夏ハプニング 」（歌唱ディレクション）

リズムゲームアプリ ドリフェス!
- 「SAKURA LETTER」（作曲・編曲）

異世界女子高の非日常な日常
- 「異世界じぇねれーしょん」（作曲・編曲・サウンドプロデュース）
- 「friendship」（作曲・編曲・サウンドプロデュース）
- 「CASTE BASTARDS！」（作曲・編曲・サウンドプロデュース）
- 「わがまま・マエストラ」（作曲・編曲・サウンドプロデュース）

リズムゲーム 22/7 音楽の時間
- カバー楽曲ヴォーカルディレクション

企業・自治体
静岡セキスイハイム不動産
- 「しずなびの歌」（サウンドプロデュース・作詞・作曲・編曲・歌唱）

フジテレビ系列
- 「ボクらの歌♪〜社歌でニッポンを元気に〜」テーマソング（作曲・編曲）

佐倉市ゆるキャラカムロちゃん公式アニメーションテーマソング
- 「ふりむけばカムロちゃん」（編曲）

ふなっしー公認応援歌
- 「梨汁ブシャッシャッシャー 」（作詞・作曲・編曲・歌唱）

外食戦隊ニクレンジャー（吉野家・ガスト・ケンタッキーフライドチキン・モスバーガー・松屋によるコラボレーション企画）テーマソング
- 「ニクレンジャー Go Fight!!」（作詞・作曲・編曲・歌唱）